# EF 영어 능력 지수
- 600 이상 (매우 높음)
- 599 – 575 (높음)
- 574 – 550 (높음)
- 549 – 525 (보통)
- 524 – 500 (보통)
- 499 – 475 (낮음)
- 474 – 450 (낮음)
- 449 – 425 (매우 낮음)
- 424 – 400 (매우 낮음)
- 400 미만 (매우 낮음)
- 자료가 없거나 국가 언어임

2022년 기준 전 세계의 영어 능력을 각기 다르게 나타낸 세계 지도.

EF 영어 능력 지수(EF English Proficiency Index, EF EPI)는 EF 테스트를 수행한 성인들을 대상으로 영어 능력에 따라 나라별 순위를 정한 지수이다. 국제 교육 기업 EF Education First의 결과물이며 인터넷에서 무료로 이용 가능한 영어 테스트를 통해 수집된 데이터에서 결론을 이끌어낸다. 이 지수는 2011년 처음 출판된 온라인 조사이며 1,700,000명의 테스트 참여자의 시험 자료에 기반을 둔다. 최근의 판은 2022년 11월에 출시되었다.

## 2022년 국가 순위
아래는 2022년 출판된 근래의 국가 점수, 능력 수준, 순위이다.
| 2022년 순위 | 국가              | 2022년 점수 | 2022년 능력 수준 |
| ----------- | ----------------- | ----------- | ---------------- |
| 1           | 네덜란드          | 661         | 매우 높은 능숙도 |
| 2           | 싱가포르          | 642         | 매우 높은 능숙도 |
| 3           | 오스트리아        | 628         | 매우 높은 능숙도 |
| 4           | 노르웨이          | 627         | 매우 높은 능숙도 |
| 5           | 덴마크            | 625         | 매우 높은 능숙도 |
| 6           | 벨기에            | 620         | 매우 높은 능숙도 |
| 7           | 스웨덴            | 618         | 매우 높은 능숙도 |
| 8           | 핀란드            | 615         | 매우 높은 능숙도 |
| 9           | 포르투갈          | 614         | 매우 높은 능숙도 |
| 10          | 독일              | 613         | 매우 높은 능숙도 |
| 11          | 크로아티아        | 612         | 매우 높은 능숙도 |
| 12          | 남아프리카 공화국 | 609         | 매우 높은 능숙도 |
| 13          | 폴란드            | 600         | 매우 높은 능숙도 |
| 14          | 그리스            | 598         | 높은 능숙도      |
| 15          | 슬로바키아        | 597         | 높은 능숙도      |
| 16          | 룩셈부르크        | 596         | 높은 능숙도      |
| 17          | 루마니아          | 595         | 높은 능숙도      |
| 18          | 헝가리            | 590         | 높은 능숙도      |
| 19          | 리투아니아        | 589         | 높은 능숙도      |
| 20          | 케냐              | 582         | 높은 능숙도      |
| 21          | 불가리아          | 581         | 높은 능숙도      |
| 22          | 필리핀            | 578         | 높은 능숙도      |
| 23          | 체코              | 575         | 높은 능숙도      |
| 24          | 말레이시아        | 574         | 높은 능숙도      |
| 25          | 라트비아          | 571         | 높은 능숙도      |
| 26          | 에스토니아        | 570         | 높은 능숙도      |
| 27          | 세르비아          | 567         | 높은 능숙도      |
| 28          | 나이지리아        | 564         | 높은 능숙도      |
| 29          | 스위스            | 563         | 높은 능숙도      |
| 30          | 아르헨티나        | 562         | 높은 능숙도      |
| 31          | 홍콩              | 561         | 높은 능숙도      |
| 32          | 이탈리아          | 548         | 보통 능숙도      |
| 33          | 스페인            | 545         | 보통 능숙도      |
| 34          | 프랑스            | 541         | 보통 능숙도      |
| 35          | 우크라이나        | 539         | 보통 능숙도      |
| 36          | 대한민국          | 537         | 보통 능숙도      |
| 37          | 코스타리카        | 536         | 보통 능숙도      |
| 38          | 쿠바              | 535         | 보통 능숙도      |
| 39          | 벨라루스          | 533         | 보통 능숙도      |
| 40          | 러시아            | 530         | 보통 능숙도      |
| 41          | 가나              | 529         | 보통 능숙도      |
| 42          | 몰도바            | 528         | 보통 능숙도      |
| 43          | 파라과이          | 526         | 보통 능숙도      |
| 44          | 볼리비아          | 525         | 보통 능숙도      |
| 45          | 칠레              | 524         | 보통 능숙도      |
| 45          | 조지아            | 524         | 보통 능숙도      |
| 47          | 알바니아          | 523         | 보통 능숙도      |
| 48          | 온두라스          | 522         | 보통 능숙도      |
| 49          | 우루과이          | 521         | 보통 능숙도      |
| 50          | 엘살바도르        | 519         | 보통 능숙도      |
| 51          | 페루              | 517         | 보통 능숙도      |
| 52          | 인도              | 516         | 보통 능숙도      |
| 53          | 도미니카 공화국   | 514         | 보통 능숙도      |
| 54          | 레바논            | 513         | 보통 능숙도      |
| 55          | 우간다            | 512         | 보통 능숙도      |
| 56          | 튀니지            | 511         | 보통 능숙도      |
| 57          | 아르메니아        | 506         | 보통 능숙도      |
| 58          | 브라질            | 505         | 보통 능숙도      |
| 58          | 과테말라          | 505         | 보통 능숙도      |
| 60          | 베트남            | 502         | 보통 능숙도      |
| 61          | 니카라과          | 499         | 낮은 능숙도      |
| 62          | 중국              | 498         | 낮은 능숙도      |
| 63          | 탄자니아          | 496         | 낮은 능숙도      |
| 64          | 터키              | 495         | 낮은 능숙도      |
| 65          | 네팔              | 494         | 낮은 능숙도      |
| 66          | 방글라데시        | 493         | 낮은 능숙도      |
| 67          | 베네수엘라        | 492         | 낮은 능숙도      |
| 68          | 에티오피아        | 490         | 낮은 능숙도      |
| 69          | 이란              | 489         | 낮은 능숙도      |
| 70          | 파키스탄          | 488         | 낮은 능숙도      |
| 71          | 스리랑카          | 487         | 낮은 능숙도      |
| 72          | 몽골              | 485         | 낮은 능숙도      |
| 73          | 카타르            | 484         | 낮은 능숙도      |
| 74          | 이스라엘          | 483         | 낮은 능숙도      |
| 75          | 파나마            | 482         | 낮은 능숙도      |
| 76          | 모로코            | 478         | 낮은 능숙도      |
| 77          | 콜롬비아          | 477         | 낮은 능숙도      |
| 78          | 알제리            | 476         | 낮은 능숙도      |
| 78          | 아랍에미리트      | 476         | 낮은 능숙도      |
| 80          | 일본              | 475         | 낮은 능숙도      |
| 81          | 인도네시아        | 469         | 낮은 능숙도      |
| 82          | 에콰도르          | 466         | 낮은 능숙도      |
| 83          | 시리아            | 461         | 낮은 능숙도      |
| 84          | 쿠웨이트          | 459         | 낮은 능숙도      |
| 85          | 이집트            | 454         | 낮은 능숙도      |
| 86          | 모잠비크          | 453         | 낮은 능숙도      |
| 87          | 아프가니스탄      | 450         | 낮은 능숙도      |
| 88          | 멕시코            | 447         | 매우 낮은 능숙도 |
| 89          | 우즈베키스탄      | 446         | 매우 낮은 능숙도 |
| 90          | 요르단            | 443         | 매우 낮은 능숙도 |
| 91          | 키르기스스탄      | 442         | 매우 낮은 능숙도 |
| 92          | 아제르바이잔      | 440         | 매우 낮은 능숙도 |
| 93          | 미얀마            | 437         | 매우 낮은 능숙도 |
| 94          | 캄보디아          | 434         | 매우 낮은 능숙도 |
| 95          | 수단              | 426         | 매우 낮은 능숙도 |
| 96          | 카메룬            | 425         | 매우 낮은 능숙도 |
| 97          | 타이              | 423         | 매우 낮은 능숙도 |
| 98          | 아이티            | 421         | 매우 낮은 능숙도 |
| 99          | 카자흐스탄        | 420         | 매우 낮은 능숙도 |
| 100         | 소말리아          | 414         | 매우 낮은 능숙도 |
| 101         | 오만              | 412         | 매우 낮은 능숙도 |
| 102         | 사우디 아라비아   | 406         | 매우 낮은 능숙도 |
| 103         | 이라크            | 404         | 매우 낮은 능숙도 |
| 104         | 코트디부아르      | 403         | 매우 낮은 능숙도 |
| 105         | 앙골라            | 402         | 매우 낮은 능숙도 |
| 106         | 타지키스탄        | 397         | 매우 낮은 능숙도 |
| 107         | 르완다            | 392         | 매우 낮은 능숙도 |
| 108         | 리비아            | 390         | 매우 낮은 능숙도 |
| 109         | 예멘              | 370         | 매우 낮은 능숙도 |
| 110         | 콩고 민주 공화국  | 367         | 매우 낮은 능숙도 |
| 111         | 라오스            | 364         | 매우 낮은 능숙도 |

## 같이 보기
- 제2언어로서의 영어
- TOEFL